# Selección de fútbol de Kiribati
La selección de fútbol de Kiribati es el equipo representativo de dicho país en competiciones oficiales. Su organización está regulada por la Asociación de Fútbol de Kiribati, miembro de la ConIFA y asociado de la OFC, por no pertenecer a la FIFA.
Participó en tres ediciones de los Juegos del Pacífico: 1979, 2003 y 2011. Jugó once partidos, en los cuales fue derrotado siempre, incluyendo un encuentro que terminó en empate 3-3 ante Tuvalu, que posteriormente se llevó la victoria por penales.
La selección no disputa ningún partido desde los Juegos del Pacífico de 2011.

## Historia
La proximidad geográfica de Kiribati con respecto a Fiyi, sede de los Juegos del Pacífico Sur 1979 permitieron que el país enviara a un combinado para el torneo de fútbol. Kiribati compartió el grupo con Papúa Nueva Guinea, con quien perdió 13-0 y la selección local, que ganó el partido por 24-0. Al haber sido eliminado en primera fase, el equipo accedió al torneo de consolación, en donde luego de empatar 3-3 con Tuvalu, perdió por penales y fue nuevamente eliminado.
Pasaron 24 años para que el seleccionado volviera a jugar un encuentro. Bajo el mismo paradigma geográfico, Kiribati tomó parte de Suva 2003. Allí perdió los cuatro partidos que jugó: 3-2 ante Tuvalu, 7-0 con las Islas Salomón, 12-0 a manos de Fiyi y 18-0 frente a Vanuatu. Volvió a participar en los Juegos en Numea 2011 donde nuevamente fue superado en todas sus presentaciones: 9-0 con Fiyi, 3-0 ante las Islas Cook y 17-1 frente a Papúa Nueva Guinea y Tahití.

## Estadísticas

### Copa de las Naciones de la OFC
| Copa de las Naciones de la OFC | Copa de las Naciones de la OFC | Copa de las Naciones de la OFC | Copa de las Naciones de la OFC | Copa de las Naciones de la OFC | Copa de las Naciones de la OFC | Copa de las Naciones de la OFC | Copa de las Naciones de la OFC |
| Año                            | Ronda                          | J                              | G                              | E                              | P                              | GF                             | GC                             |
| ------------------------------ | ------------------------------ | ------------------------------ | ------------------------------ | ------------------------------ | ------------------------------ | ------------------------------ | ------------------------------ |
| 1973                           | No participó                   | No participó                   | No participó                   | No participó                   | No participó                   | No participó                   | No participó                   |
| 1980                           | No participó                   | No participó                   | No participó                   | No participó                   | No participó                   | No participó                   | No participó                   |
| 1996                           | No participó                   | No participó                   | No participó                   | No participó                   | No participó                   | No participó                   | No participó                   |
| 1998                           | No participó                   | No participó                   | No participó                   | No participó                   | No participó                   | No participó                   | No participó                   |
| 2000                           | No participó                   | No participó                   | No participó                   | No participó                   | No participó                   | No participó                   | No participó                   |
| 2002                           | No participó                   | No participó                   | No participó                   | No participó                   | No participó                   | No participó                   | No participó                   |
| 2004                           | No participó                   | No participó                   | No participó                   | No participó                   | No participó                   | No participó                   | No participó                   |
| 2008                           | No participó                   | No participó                   | No participó                   | No participó                   | No participó                   | No participó                   | No participó                   |
| 2012                           | No participó                   | No participó                   | No participó                   | No participó                   | No participó                   | No participó                   | No participó                   |
| 2016                           | No participó                   | No participó                   | No participó                   | No participó                   | No participó                   | No participó                   | No participó                   |
| 2020                           | Cancelado                      | Cancelado                      | Cancelado                      | Cancelado                      | Cancelado                      | Cancelado                      | Cancelado                      |
| 2024                           | No participó                   | No participó                   | No participó                   | No participó                   | No participó                   | No participó                   | No participó                   |
| Total                          | 0/11                           | -                              | -                              | -                              | -                              | -                              | -                              |

### Fútbol en los Juegos del Pacífico
| Fútbol en los Juegos del Pacífico | Fútbol en los Juegos del Pacífico | Fútbol en los Juegos del Pacífico | Fútbol en los Juegos del Pacífico | Fútbol en los Juegos del Pacífico | Fútbol en los Juegos del Pacífico | Fútbol en los Juegos del Pacífico | Fútbol en los Juegos del Pacífico |
| Año                               | Ronda                             | J                                 | G                                 | E                                 | P                                 | GF                                | GC                                |
| --------------------------------- | --------------------------------- | --------------------------------- | --------------------------------- | --------------------------------- | --------------------------------- | --------------------------------- | --------------------------------- |
| 1963                              | No participó                      | No participó                      | No participó                      | No participó                      | No participó                      | No participó                      | No participó                      |
| 1966                              | No participó                      | No participó                      | No participó                      | No participó                      | No participó                      | No participó                      | No participó                      |
| 1969                              | No participó                      | No participó                      | No participó                      | No participó                      | No participó                      | No participó                      | No participó                      |
| 1971                              | No participó                      | No participó                      | No participó                      | No participó                      | No participó                      | No participó                      | No participó                      |
| 1975                              | No participó                      | No participó                      | No participó                      | No participó                      | No participó                      | No participó                      | No participó                      |
| 1979                              | Primera ronda                     | 3                                 | 0                                 | 1                                 | 2                                 | 3                                 | 40                                |
| 1983                              | No participó                      | No participó                      | No participó                      | No participó                      | No participó                      | No participó                      | No participó                      |
| 1987                              | No participó                      | No participó                      | No participó                      | No participó                      | No participó                      | No participó                      | No participó                      |
| 1991                              | No participó                      | No participó                      | No participó                      | No participó                      | No participó                      | No participó                      | No participó                      |
| 1995                              | No participó                      | No participó                      | No participó                      | No participó                      | No participó                      | No participó                      | No participó                      |
| 2003                              | Primera ronda                     | 4                                 | 0                                 | 0                                 | 4                                 | 2                                 | 40                                |
| 2007                              | No participó                      | No participó                      | No participó                      | No participó                      | No participó                      | No participó                      | No participó                      |
| 2011                              | Primera ronda                     | 4                                 | 0                                 | 0                                 | 4                                 | 2                                 | 46                                |
| 2015                              | Disputado por selecciones sub-23  | Disputado por selecciones sub-23  | Disputado por selecciones sub-23  | Disputado por selecciones sub-23  | Disputado por selecciones sub-23  | Disputado por selecciones sub-23  | Disputado por selecciones sub-23  |
| 2019                              | No participó                      | No participó                      | No participó                      | No participó                      | No participó                      | No participó                      | No participó                      |
| 2023                              | Se retiró                         | Se retiró                         | Se retiró                         | Se retiró                         | Se retiró                         | Se retiró                         | Se retiró                         |
| Total                             | 3/16                              | 11                                | 0                                 | 1                                 | 10                                | 7                                 | 126                               |

### Copa Mundial ConIFA
| Copa Mundial ConIFA | Copa Mundial ConIFA | Copa Mundial ConIFA | Copa Mundial ConIFA | Copa Mundial ConIFA | Copa Mundial ConIFA | Copa Mundial ConIFA | Copa Mundial ConIFA |
| Año                 | Ronda               | J                   | G                   | E                   | P                   | GF                  | GC                  |
| ------------------- | ------------------- | ------------------- | ------------------- | ------------------- | ------------------- | ------------------- | ------------------- |
| 2014                | No participó        | No participó        | No participó        | No participó        | No participó        | No participó        | No participó        |
| 2016                | No participó        | No participó        | No participó        | No participó        | No participó        | No participó        | No participó        |
| 2018                | Se retiró           | Se retiró           | Se retiró           | Se retiró           | Se retiró           | Se retiró           | Se retiró           |
| Total               | 0/3                 | -                   | -                   | -                   | -                   | -                   | -                   |

## Últimos partidos y próximos encuentros
Actualizado al último partido jugado el 5 de septiembre de 2011
| Fecha      | Ciudad  | Local              | Resultado      | Visitante          | Competición                     |
| ---------- | ------- | ------------------ | -------------- | ------------------ | ------------------------------- |
| 29-08-1979 | Fiyi    | Fiyi               | 24:0           | Kiribati           | Juegos del Pacífico Sur de 1979 |
| 30-08-1979 | Fiyi    | Papúa Nueva Guinea | 13:0           | Kiribati           | Juegos del Pacífico Sur de 1979 |
| 05-09-1979 | Fiyi    | Tuvalu             | 3:3 (4:2 pen.) | Kiribati           | Juegos del Pacífico Sur de 1979 |
| 30-06-2003 | Suva    | Tuvalu             | 3:2            | Kiribati           | Juegos del Pacífico Sur de 2003 |
| 03-07-2003 | Suva    | Islas Salomón      | 7:0            | Kiribati           | Juegos del Pacífico Sur de 2003 |
| 05-07-2003 | Suva    | Fiyi               | 13:0           | Kiribati           | Juegos del Pacífico Sur de 2003 |
| 07-07-2003 | Suva    | Kiribati           | 0:21           | Vanuatu            | Juegos del Pacífico Sur de 2003 |
| 30-08-2011 | Nouméa  | Fiyi               | 9:'0           | Kiribati           | Juegos del Pacífico de 2011     |
| 01-09-2011 | Boulari | Islas Cook         | 3:0            | Kiribati           | Juegos del Pacífico de 2011     |
| 03-09-2011 | Boulari | Kiribati           | 1:17           | Papúa Nueva Guinea | Juegos del Pacífico de 2011     |
| 05-09-2011 | Boulari | Tahití             | 17:1           | Kiribati           | Juegos del Pacífico de 2011     |

## Uniformes anteriores
| Local 2003 | Local 2011 | Visita 2011 |  |

## Entrenadores
- Pine Iosefa (2011-2016)[2]
- Kevin McGreskin (2016-2018)[3]
- Pine Iosefa (2018)[4]
- Foppe de Haan (2019-)